# Jadwiga Olędzka
Jadwiga Olędzka (ur. 7 lutego 1915 w Warszawie, zm. 7 grudnia 1988 tamże) – polska tłumaczka literatury anglojęzycznej.

## Życiorys
Była absolwentką anglistyki na Uniwersytecie Warszawskim, pracowała jako redaktor w Państwowym Instytucie Wydawniczym. W 1979 otrzymała nagrodę Polskiego PEN Clubu za przekład z literatury obcej na język polski.

## Twórczość
- Barbara Giles, Rodzina Durelów (1949)
- Stefan Heym, Inwazja (1949)
- Meridel Le Sueur, Powitanie wiosny (1950)
- Vladimir Pozner, Ludzie z jednej wsi (1950)
- Françoise Sagan, Witaj, smutku (1956) - z Anną Gostyńską
- William Somerset Maugham, W niewoli uczuć (1957)
- Yves Montand, Moje życie. Wspomnienia (1957) - z Anną Gostyńską
- William Somerset Maugham, Księżyc i miedzial (1959)
- Aldous Huxley, Uśmiech Giocondy i inne opowiadania (1961)
- Henry James, Daisy Miller. Wychowanek. Łgarz. Bestia w dżungli (1961)
- Harold Lamb, Hannibal (1962) - z Zofią Kierszys
- Walter Macken, Aktorskie szczęście (1962)
- Diana Raymond, Gość honorowy (1963)
- Carson McCullers, Serce to samotny myśliwy (1964)
- William Golding, Wieża (1966)
- Carson McCullers, Zegar bez wskazówek (1966)
- C.S. Lewis, Smutek (1967)
- Johan Daisne, Człowiek z ogoloną głową (1968)
- Rummer Godden, Inspektorze, na pomoc (1969)
- Oscar Lewis, Rodzina Martinezów. Życie meksykańskiego chłopa (1970)
- Jean Cayrol, Żyć będę cudzą miłością (1971)
- Gerard Walschap(inne języki), Małżeństwo. Celibat (1971)
- John Donovan, Dojdę tam - warto (1973)
- Kenneth Millar (właśc. Ross Macdonald, Pasiasty karawan (1974)
- John Wain, Ratownik (1974)
- Patricia Moyes, Morderstwo w świecie mody (1975)
- Jack Schaefer, Jeździec znikąd (1976)
- Josephine Tey, Bartłomiej Farrar (1978)
- Rummer Godden, Indyjska wiosna Uny (1980)
- Jean Plaidy (właśc. Eleanor Burford), Katarzyna Aragońska (1981)
- Hulbert Footner, Morderstwo w Fernhurst (1982)
- Hesketh Hesketh-Prichard, Morderstwo w Kaczym Klubie (1982)
- Elizabeth Gaskell, Opowieść starej niani i Edward Frederick Benson, Jak z długiej galerii zniknął strach (1983) - w Nie czytać po zmierzchu. Tom 2'
- A. M. Burrage, Koleżanki (1983) - w Nie czytać po zmierzchu. Tom 3'
- Brian Moore, Dziedzictwo Manganów (1985)
- Freeman Wills Croft, Tajemnica Hog's Back (1985)
- Rummer Godden, Fuks na torze (1987)